# Liste der Kulturgüter in Wauwil
Die Liste der Kulturgüter in Wauwil enthält alle Objekte in der Gemeinde Wauwil im Kanton Luzern, die gemäss der Haager Konvention zum Schutz von Kulturgut bei bewaffneten Konflikten, dem Bundesgesetz vom 20. Juni 2014 über den Schutz der Kulturgüter bei bewaffneten Konflikten sowie der Verordnung vom 29. Oktober 2014 über den Schutz der Kulturgüter bei bewaffneten Konflikten unter Schutz stehen.
Objekte der Kategorie A sind vollständig in der Liste enthalten, Objekte der Kategorie B sind im Gemeindegebiet nicht ausgewiesen, Objekte der Kategorie C fehlen zurzeit (Stand: 1. Januar 2023). Unter übrige Baudenkmäler sind zusätzliche Objekte zu finden, die im kantonalen Denkmalverzeichnis verzeichnet und nicht bereits in der Liste der Kulturgüter enthalten sind.

## Kulturgüter
| Foto | | Objekt                                                                 | Kat. | Typ | Standort        | Beschreibung |
| ---- | --- | ---------------------------------------------------------------------- | ---- | --- | --------------- | --- |
| ja   | Datei hochladen · Wikidata zu Wauwilermoos (Egolzwil, Wauwil, Schötz, Ettiswil, Mauensee), paläolithisch-neolithische Ufersiedlungen (Q29522604) | Wauwilermoos, paläolithisch-neolithische Ufersiedlungen KGS-Nr.: 09622 | A    | F   | 644530 / 225500 | Objekt liegt auf dem Gemeindegebiet von Wauwil, Egolzwil (KGS-Nr. 3657), Ettiswil (KGS-Nr. 11748), Mauensee (KGS-Nr. 11750) und Schötz (KGS-Nr. 11761). |

## Übrige Baudenkmäler
| ID | Foto |                 | Objekt               | Typ | Standort                      | Beschreibung |
| -- | ---- | --------------- | -------------------- | --- | ----------------------------- | ------------ |
| 57 | BW   | Datei hochladen | Kapelle St. Wendelin | G   | Bergstrasse 7 644261 / 226304 |              |

Legende: Siehe Legende der Liste der Kulturgüter von nationaler und regionaler Bedeutung. Anstelle der KGS-Nummer wird als Objekt-Identifikator (ID) die Gebäudenummer im kantonalen Denkmalverzeichnis verwendet.